# 普熱梅希爾縣

49°47′N 22°46′E / 49.783°N 22.767°E
普熱梅希爾縣（波蘭語：Powiat przemyski），是波蘭的縣份，位於該國南部，由喀爾巴阡山省負責管轄，首府設於普熱梅希爾，面積1,214平方公里，2006年人口70,882，人口密度每平方公里58人。